# Olimpíada de xadrez de 1994
A Olimpíada de xadrez de 1994 foi a 31.ª edição da Olimpíada de Xadrez organizada pela FIDE, realizada em Moscou entre os dias 30 de novembro e 17 de dezembro. No masculino, a Rússia, com duas equipes, conquistou a medalha de ouro (Garry Kasparov, Vladimir Kramnik, Evgeny Bareev, Alexei Dreev, Sergei Tiviakov e Peter Svidler)
e bronze (Alexander Morozevich, Vadim Zviagintsev, Mikhail Ulibin, Sergei Rublevsky, Konstantin Sakaev e Vasily Yemelin), ficando a prata com a Bósnia e Herzegovina (Predrag Nikolić, Ivan Sokolov, Bojan Kurajica, Emir Dizdarević, Nebojša Nikolić e Rade Milovanović). No feminino, a Geórgia (Maia Chiburdanidze, Nana Ioseliani, Ketevan Arakhamia-Grant e Nino Gurieli) conquistou a medalha de ouro, seguidas da Hungria (Susan Polgar, Sofia Polgar, Ildikó Mádl e Tünde Csonkics) e da China (Xie Jun, Peng Zhaoqin, Qin Kanying e Zhu Chen).

## Quadro de medalhas

### Masculino
| Tabuleiro   | Ouro                    | Prata                             | Bronze                  |
| 1.º         | ARG Daniel Hugo Cámpora | NAM Leonhard Müller               | QAT Mohamad Al-Modiahki |
| 2.º         | NCA Carlos Dávila       | HUN Lajos Portisch                | EST Jaan Ehlvest        |
| 3.º         | ITA Ennio Arlandi       | CRC Bernal Manuel González Acosta | DEN Peter Heine Nielsen |
| 4.º         | USA Yasser Seirawan     | ARG Pablo Zarnicki                | YUG Igor Miladinović    |
| 1.º res     | WLS Leighton Williams   | BLR Viacheslav Dydyshko           | PHI Fernie Donguines    |
| 2.º res     | IRL Brian Kelly         | TJK Rashid Khouseinov             | NOR Espen Agdestein     |
| Performance | BUL Veselin Topalov     | ARG Daniel Hugo Cámpora           | HUN Lajos Portisch      |

### Feminino
| Tabuleiro   | Ouro                        | Prata              | Bronze                      |
| 1.º         | IBC Lubov Zsiltzova-Lisenko | HUN Susan Polgar   | GEO Maia Chiburdanidze      |
| 2.º         | HUN Sofia Polgar            | GEO Nana Ioseliani | SUI Barbara Hund            |
| 3.º         | VEN Amelia Hernández        | ROM Isabela Peptan | GEO Ketevan Arakhamia-Grant |
| res         | UKR Elena Sedina            | CHN Zhu Chen       | GEO Nino Gurieli            |
| Performance | HUN Sofia Polgar            | UKR Elena Sedina   | HUN Susan Polgar            |